# Marcel Wüst
Marcel Wüst (* 6. August 1967 in Köln-Klettenberg) ist ein ehemaliger Radrennfahrer, der im Sprint insgesamt 14 Etappen bei Grand Tours gewann. Er ist freiberuflich als Promoter und Moderator tätig.

## Sportlicher Werdegang
Marcel Wüst wuchs in Köln-Klettenberg auf, besuchte in Köln-Bickendorf die Grundschule und machte am Gymnasium Kreuzgasse sein Abitur.
Als Amateur gewann er 25 Radrennen, er startete für den PSV Köln. Wüst konnte als Sprinter über 100 Siege herausfahren und gewann 14 Etappen bei den großen Rundfahrten Tour de France, Giro d’Italia und Vuelta a España und war damit erst der zweite Deutsche, dem das gelang. Bei der Tour de France von 2000 konnte er im Prolog durch einen Coup mit einem überraschenden 950 m langen Zwischensprint an einer Erhebung das Gepunktete Trikot erobern (welches er dann vier Tage trug), am 5. Juli in Vitré einen Etappensieg feiern und für zwei Tage das Grüne Trikot des besten Sprinters tragen. Am 11. August 2000 stürzte Wüst in Issoire (Frankreich) infolge eines Zusammenstoßes mit dem Franzosen Jean-Michel Thilloy bei einem Tempo von 60 km/h, wobei er sich schwere Kopfverletzungen zuzog. Wüst musste wegen des dabei verlorenen rechten Augenlichts seine Karriere beenden.
Auch Marcel Wüst ist nicht frei von Dopingvorwürfen. Er war 1998 Mitglied des Festina-Rennstalls, der bei der Tour de France 1998 für einen sehr großen Dopingskandal sorgte. Wüst war allerdings von seinem Team nicht für diese Tour de France nominiert worden. Des Weiteren erscheint sein Name im Buch Gedopt von Willy Voet, dem Masseur des damaligen Festina-Teams, auf einem Dopingplan für EPO-Doping. Wüst selbst jedoch bestreitet, jemals Doping betrieben zu haben, und nennt als Beleg hierfür unter anderem, dass er mehrmals große Rundfahrten wegen fehlender Kraft vorzeitig beenden musste.

## Diverses
Wüst arbeitete ab 2001 als Experte bei der ARD, die während der Tour 2007 ihre Liveübertragungen nach dem Bekanntwerden mehrerer Dopingfälle abbrach. Trotz laufenden Vertrags wurde Wüst für die Berichterstattung der Tour 2007 nicht mehr als Experte eingesetzt.
Bis zur Auflösung des Team Coast im Mai 2003 war er dort verantwortlich für Medien und Kommunikation. Danach arbeitete Marcel Wüst als Pressesprecher des Team Wiesenhof-Akud. Der breiten Masse wurde er bekannt als Radsportexperte bei der ARD und als Autor des Buches Sprinterjahre. Auf Mallorca bietet Wüst in seinem Haus Casa Ciclista Workshops und Kurse, Radsportseminare und Trainingslager für alle Leistungsgruppen an. Außerdem ist Marcel Wüst als Referent für Wirtschaftsunternehmen und Moderator tätig.
Im März 2017 wurde Marcel Wüst als Vizepräsident Marketing und Kommunikation in das Präsidium des Bundes Deutscher Radfahrer gewählt. Im November 2018 trat er von diesem Amt zurück: Er habe den damit verbundenen Zeitaufwand unterschätzt und könne das Amt nicht mit seinen beruflichen Pflichten vereinbaren.
Am 7. Februar 2022 stürzte Wüst bei einer Ausfahrt auf Mallorca schwer und zog sich eine Reihe von Verletzungen zu: mehrere Rippenbrüche, ein gebrochenes Schlüsselbein sowie ein gebrochenes Schulterblatt.

## Erfolge
1989
- Ronde des Pyrénees Méditerranées

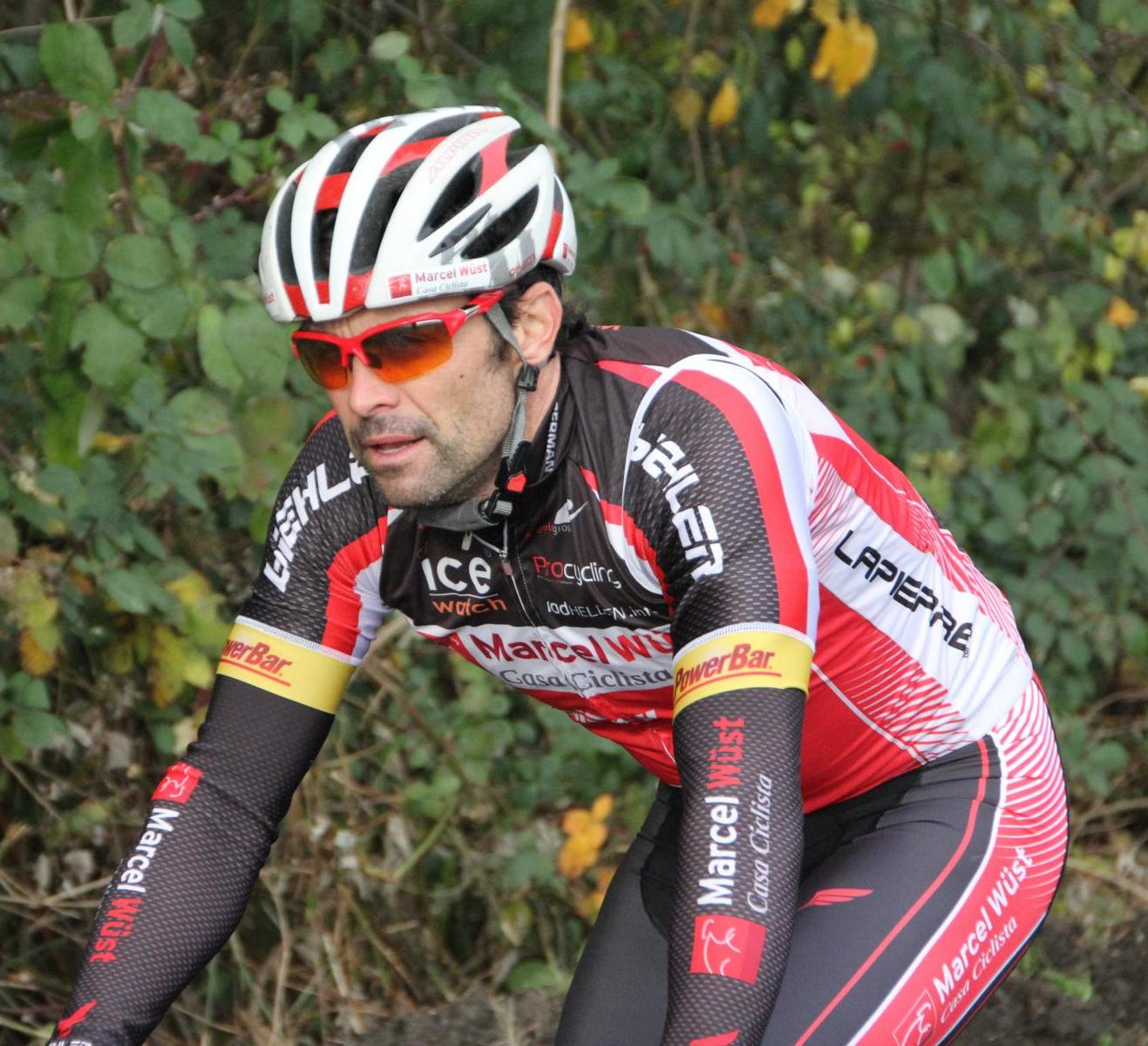
Wüst (2014)

- eine Etappe Circuit Cycliste Sarthe
- eine Etappe Tour de l'Oise

1990
- eine Etappe Circuit Cycliste Sarthe
- eine Etappe Burgos-Rundfahrt

1991
- zwei Etappen Route du Sud
- eine Etappe Tour du Poitou-Charentes
- drei Etappen Herald Sun Tour

1992
- vier Etappen Route du Sud
- eine Etappe Grand Prix du Midi Libre
- eine Etappe Tour de l’Avenir
- drei Etappen Herald Sun Tour

1993
- GP de Denain
- A Travers de Morbihan
- eine Etappe Katalonien-Rundfahrt
- eine Etappe Burgos-Rundfahrt
- zwei Etappen Herald Sun Tour

1994
- eine Etappe Critérium du Dauphiné Libéré
- eine Etappe Herald Sun Tour

1995
- eine Etappe Quatre Jours de l'Aisne
- eine Etappe Clásico RCN
- drei Etappen Vuelta a España
- eine Etappe Herald Sun Tour

1996
- zwei Etappen Tour DuPont
- eine Etappe Vuelta a La Rioja
- eine Etappe Katalonien-Rundfahrt

1997
- eine Etappe Route du Sud
- eine Etappe Giro d’Italia
- eine Etappe Burgos-Rundfahrt
- drei Etappen Vuelta a España

1998
- eine Etappe Circuit Cycliste Sarthe
- Circuito de Getxo
- eine Etappe Burgos-Rundfahrt
- zwei Etappen Vuelta a España

1999
- zwei Etappen Aragón-Rundfahrt
- eine Etappe Katalanische Woche
- eine Etappe Galicien-Rundfahrt
- eine Etappe Burgos-Rundfahrt
- vier Etappen Vuelta a España

2000
- vier Etappen Circuit Cycliste Sarthe
- eine Etappe Aragón-Rundfahrt
- eine Etappe Deutschland Tour
- eine Etappe Tour de France

## Grand-Tour-Platzierungen
| Grand Tour            | 1990 | 1991 | 1992 | 1993 | 1994 | 1995 | 1996 | 1997 | 1998 | 1999 | 2000 |
| --------------------- | ---- | ---- | ---- | ---- | ---- | ---- | ---- | ---- | ---- | ---- | ---- |
| Giro d’ItaliaGiro     | 143  | –    | –    | –    | –    | –    | DNF  | 105  | DNF  | –    | DNF  |
| Tour de FranceTour    | –    | –    | DNF  | –    | –    | –    | –    | –    | –    | –    | DNF  |
| Vuelta a EspañaVuelta | –    | –    | –    | –    | –    | DNF  | –    | 109  | 106  | DNF  | –    |

## Werke
- Marcel Wüst: Sprinterjahre: Glanz und Schatten einer Radsportkarriere. Delius Klasing Verlag Bielefeld, 2006, ISBN 3-7688-5212-1